# Paixões em Fúria
Key Largo (bra/prt: Paixões em Fúria) é um filme norte-americano de 1948, dos gêneros suspense, drama e policial, dirigido por John Huston, com roteiro de Richard Brooks e do próprio diretor baseado na peça teatral Key Largo, de Maxwell Anderson.

## Sinopse

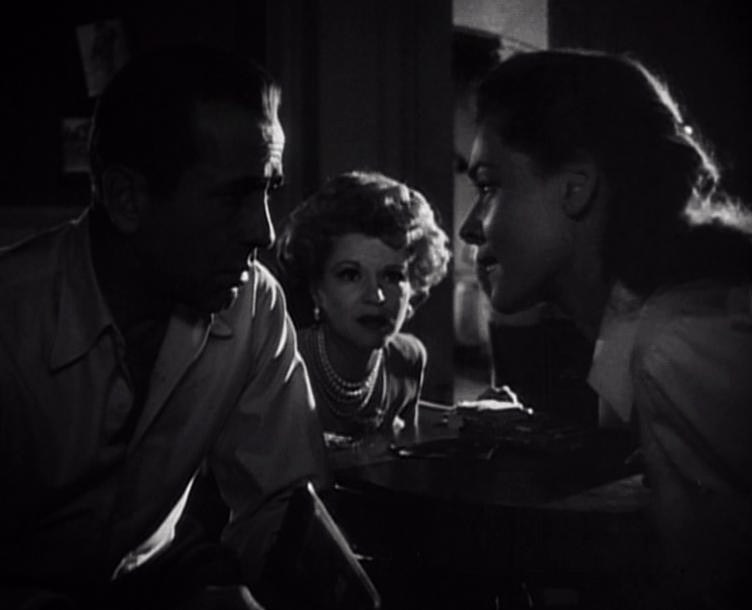
Humphrey Bogart, Claire Trevor e Lauren Bacall em cena do filme

Veterano da Segunda Guerra Mundial Frank McCloud chega a um hotel de Key Largo, a maior ilha da Florida Keys, para se encontrar com James Temple, o pai de um ex-comandado seu morto em combate. Temple e a viúva Nora administram o hotel, que então contava com poucos hóspedes, como a alcoólatra Gaye Dawn. Com a chegada de uma tempestade, comum no local, todos acabam sendo prisioneiros dos hóspedes que se revelam criminosos, liderados pelo gângster Johnny Rocco.

## Produção
O filme se baseou numa peça do mesmo nome de Maxwell Anderson, entretanto a mesma foi bastante modificada  por Richard Brooks e John Huston para a realização do filme. Na peça original encenada por Paul Muni na Broadway, este vive um desertor da Guerra Civil Espanhola que morre ao defender a família de um herói de guerra de bandidos mexicanos na ilha de Key Largo.

## Elenco
- Humphrey Bogart — Frank McCloud
- Edward G. Robinson — Johnny Rocco
- Lauren Bacall — Nora Temple
- Claire Trevor — Gaye Dawn
- Lionel Barrymore — James Temple

## Prêmios
| Premiação  | Categoria                | Recipiente    | Resultado |
| ---------- | ------------------------ | ------------- | --------- |
| Oscar 1949 | Melhor atriz coadjuvante | Claire Trevor | Venceu    |